# 笨港
笨港為臺灣南部古地名之一，指今日的雲林縣北港鎮市區以及嘉義縣新港鄉南港村。

## 歷史
在17世紀荷蘭人所描繪的地圖中，鄰近現在笨港附近的河流有「R.Ponkan」字樣，隨後閩粵移民來此，這一河口港名稱遂演變為笨港，其位置約在今新港南壇水月庵與北港北壇碧水寺之間。笨港出現於清文獻，始自康熙二十四年（1685年）《台灣府志》記載「一曰山疊溪，源流有三，至笨港入於海」。
該地原為洪雅族貓兒干社棲地，漢人移入始於明朝天啟年間漳州人顏思齊登陸築寨，之後鄭芝龍招閩籍墾戶拓墾，陳衷紀、許友儀、林天生等漳泉墾首跟進，陳立勳建笨港街，清朝雍正之前港市盛極一時。
早年笨港港道迂迴，易於迴避官兵，成為先民入墾台灣渡口之一。康熙三十三年（1694年）樹璧和尚自湄洲，奉請媽祖赴臺傳香，笨港始建「笨港天妃廟」。道光年詩人進士施瓊芳寫有「北港靈祠冠闔臺」的詩句。
商業上，笨港因依畔笨港溪而興起，康熙年諸羅縣志即記稱：「笨港街、臺屬街市，此為最大」，乾隆年府志更記稱：「笨港街、俗稱小臺灣。」，除此之外也有「一府二笨」之說。
宗教信仰方面，當年古笨港主要三大廟宇為天后宮（今北港朝天宮）、水仙宮、協天宮，也因地理位置變遷造成目前分隔兩岸情形。

### 分裂
乾隆十五年（1750年），笨港溪（今北港溪）嚴重氾濫，將笨港分為「笨港北街」（笨北港）及「笨港南街」（笨南港）兩部份；乾隆四十七年（1782年），發生漳泉械鬥，造成泉州人居笨北港、漳州人居笨南港的局面。
之後笨北港原地發展成為今日之北港鎮，笨南港則因接下來的林爽文事件及笨港溪水氾濫，使笨南港據民再次遷移至東南方的「麻園寮」，改稱「新南港」，至清末易名「新港」。笨南港舊街市則改稱「舊南港」（今新港鄉南港村），雖已因街市遷移而沒落，但今日尚留有不少當年舊跡。

## 外部連結
- 台灣文化大百科 : 笨港 （页面存档备份，存于）
- 國家文化資產 : 古笨港遺址 （页面存档备份，存于）
- 考古台灣 : 古笨港遺址 看不見的河港城市 （页面存档备份，存于）
- 古笨港的座標 : 出土清代文物展 （页面存档备份，存于）
- 《大港ê台灣》看不見的港口-笨港 （页面存档备份，存于）